# Greenwood (Delaware)
Greenwood é uma vila localizada no estado americano de Delaware, no condado de Sussex. Foi incorporada em 1991.

## Geografia
De acordo com o United States Census Bureau, a vila tem uma área de 1,8 km², onde todos os 1,8 km² estão cobertos por terra.

### Localidades na vizinhança
O diagrama seguinte representa as localidades num raio de 24 km ao redor de Greenwood.

## Demografia
Segundo o censo nacional de 2010, a sua população é de 973 habitantes e sua densidade populacional é de 521,8 hab/km². Possui 457 residências, que resulta em uma densidade de 245,1 residências/km².